# Edzi Ahniacwiet
Edzi Ahniacwiet (biał. Едзі Агняцвет, ros. Эди Огнецвет, Edi Ogniecwiet; właśc. Edzi Siamionauna Kahan, biał. Едзі Сямёнаўна Каган, ros. Эди Семёновна Каган, Edi Siemionowna Kagan; ur. 28 września?/11 października 1913 w Mińsku) – białoruska poetka, autorka licznych utworów dla dzieci, tłumaczka poezji francuskiej i belgijskiej na język białoruski.

## Życiorys
Urodziła się 11 października (28 września st. st.) 1913 roku w Mińsku w Imperium Rosyjskim. W 1936 roku ukończyła Miński Państwowy Instytut Pedagogiczny. Jej utwory publikowane były od 1929 roku. Wydała zbiory liryki: „Wierszy” (1938), „Wiasnowaj ranicaj” (1941), „Biełaruskaja rabina” (1959), „Żadannie” (1971), „Zakachanym” (1986) i inne. Znaczna część jej twórczości była skierowana do dzieci, m.in: „Wasilki” (1947), „Twaje tawaryszy” (1959), „Doktar Smiech” (1977), „Na dwary alimpijada” (1984; Międzynarodowy Dyplom Honorowy, 1986), „Reczka-reczańka maja” (1991).
Tłumaczyła na język białoruski poezję francuskojęzyczną z Francji i Belgii: „Kraina Paemija” (dla dzieci, 1962), „Wybranyja piesni” Pierre'a-Jeana de Bérangera (1962), „Ziamny akijan” Guillaume'a Apollinaire'a (1973), „Z taboj” Paula Éluarda (1980). W 1993 roku został wydany jej zbiór przekładów „Z francuzskaj i bielhijskaj paezii”.
Pod jej libretta wystawiano opery dla dzieci: „Dżanat” (1942, muzyka Lwa Szwarca) i „Marynka” (1955, muzyka Ryhora Puksta).

## Twórczość
- Wybranyja twory. T. 1–2. Mińsk: 1976. (biał.). Brak numerów stron w książce[2].